# Aspilota angusticornis
Aspilota angusticornis är en stekelart som beskrevs av Fischer 1969. Aspilota angusticornis ingår i släktet Aspilota och familjen bracksteklar. Inga underarter finns listade.